# Ternana Calcio 1980-1981
Questa voce raccoglie le informazioni riguardanti la Ternana Calcio nelle competizioni ufficiali della stagione 1980-1981.

## Stagione
Nella stagione 1980-1981 la Ternana disputa il girone B del campionato di Serie C1, con 33 punti si piazza in undicesima posizione. Salgono in Serie B Cavese e Sambenedettese con 44 punti, retrocedono in Serie C2 Cosenza, Matera, Siracusa e Turris.
Dopo l'amara retrocessione, sfumate per la Ternana le speranze di un ripescaggio in Serie B, legato alle vicende del calcio scommesse, si riparte dal terzo livello calcistico con Omero Andreani sulla panchina, ma per motivi di salute nella nona e decima giornata non va in panchina, sostituito dal vice Salvatore Antenucci, così dopo la sconfitta (1-0) con il Siracusa si sceglie un nuovo allenatore, puntando su Gian Piero Ghio, che resta in sella dalla decima giornata fino al termine del torneo.
Prima del successivo campionato, nella Coppa Italia di serie C la Ternana ha vinto il 23º girone di qualificazione, poi nei sedicesimi ha superato nel doppio confronto la Palmese, negli ottavi ha superato il Latina, nei quarti ha superato il Fano, in semifinale ha superato la Cavese, nella finale ha perso con l'Arezzo, nel doppio confronto, dopo i tempi supplementari.

## Rosa
| N. |                   | Ruolo | Calciatore         |
| -- | ----------------- | ----- | ------------------ |
| -  | Italia (bandiera) | A     | Walter Ballarin    |
| -  | Italia (bandiera) | D     | Michele Borriello  |
| -  | Italia (bandiera) | D     | Silvio Cei         |
| -  | Italia (bandiera) | D     | Maurizio Codogno   |
| -  | Italia (bandiera) | C     | Silvio Francesconi |
| -  | Italia (bandiera) | D     | Angelo Fucina      |
| -  | Italia (bandiera) | A     | Giovanni Gino      |
| -  | Italia (bandiera) | C     | Danilo Luciani     |
| -  | Italia (bandiera) | C     | Erasmo Lucido      |
| -  | Italia (bandiera) | D     | Walter Malerba     |

| N. |                   | Ruolo | Calciatore          |
| -- | ----------------- | ----- | ------------------- |
| -  | Italia (bandiera) | A     | Francesco Montarani |
| -  | Italia (bandiera) | C     | Eligio Nicolini     |
| -  | Italia (bandiera) | P     | Giulio Nuciari      |
| -  | Italia (bandiera) | C     | Massimo Pedrazzini  |
| -  | Italia (bandiera) | D     | Giovanni Pozza      |
| -  | Italia (bandiera) | A     | Renzo Redomi        |
| -  | Italia (bandiera) | C     | Mario Stefanelli    |
| -  | Italia (bandiera) | D     | Giovanni Talami     |
| -  | Italia (bandiera) | C     | Claudio Valigi      |
| -  | Italia (bandiera) | D     | Enrico Vichi        |

## Risultati

### Campionato

#### Girone di andata
| Arbitro: | Zumbo (Reggio Calabria) |

|                |           |  |
| Alivernini 27’ | Marcatori |  |

| Arbitro: | Sala (Lecco) |

|                                                    |           |  |
| Gino 25’ Redomi 32’, 71’ Stefanelli 68’ Lucido 74’ | Marcatori |  |

| Livorno 12 ottobre 1980 3ª giornata | Livorno             | 0 – 0 | Ternana | Stadio Comunale\| Arbitro: \| Tubertini (Bologna) \| |
| Arbitro:                            | Tubertini (Bologna) |       |         |                                                      |

| Arbitro: | Corigliano (Crotone) |

|          |           |              |
| Radio 7’ | Marcatori | 74’ Ballarin |

| Arbitro: | Tuveri (Cagliari) |

|                      |           |  |
| Nicolucci 20’ (aut.) | Marcatori |  |

| Arbitro: | Giaffreda (Roma) |

|          |           |  |
| Nemo 56’ | Marcatori |  |

| Terni 9 novembre 1980 7ª giornata | Ternana                  | 0 – 0 | Benevento | Stadio Libero Liberati\| Arbitro: \| Dall'Oca (Abbiategrasso) \| |
| Arbitro:                          | Dall'Oca (Abbiategrasso) |       |           |                                                                  |

| Arezzo 16 novembre 1980 8ª giornata | Arezzo                     | 0 – 0 | Ternana | Stadio Comunale\| Arbitro: \| Esposito (Torre del Greco) \| |
| Arbitro:                            | Esposito (Torre del Greco) |       |         |                                                             |

| Terni 23 novembre 1980 9ª giornata | Ternana                   | 0 – 0 | Sambenedettese | Stadio Libero Liberati\| Arbitro: \| Pezzella (Frattamaggiore) \| |
| Arbitro:                           | Pezzella (Frattamaggiore) |       |                |                                                                   |

| Arbitro: | Scevola (Milano) |

|                                 |           |                     |
| Raffaele 19’ (rig.), 27’ (rig.) | Marcatori | 26’ (rig.) Nicolini |

| Arbitro: | Testa (Prato) |

|                          |           |                         |
| Stefanelli 3’ Lucido 79’ | Marcatori | 42’ Valà 82’ Antoniazzi |

| Arbitro: | Baldini (Piacenza) |

|               |           |  |
| Valentini 67’ | Marcatori |  |

| Arbitro: | Sarti (Modena) |

|                 |           |               |
| Francesconi 41’ | Marcatori | 90’ Canzanese |

| Arbitro: | Polacco (Conegliano Veneto) |

|                 |           |  |
| Di Vincenzo 57’ | Marcatori |  |

| Terni 11 gennaio 1981 15ª giornata | Ternana          | 0 – 0 | Reggina | Stadio Libero Liberati\| Arbitro: \| Galbiati (Monza) \| |
| Arbitro:                           | Galbiati (Monza) |       |         |                                                          |

| Arbitro: | Damiani (Ascoli Piceno) |

|                |           |  |
| Pedrazzini 81’ | Marcatori |  |

| Arbitro: | De Marchi (Novara) |

|  |           |                |
|  | Marcatori | 90’ Stefanelli |

#### Girone di ritorno
| Arbitro: | Luci (Firenze) |

|                 |           |             |
| Francesconi 30’ | Marcatori | 66’ Codogno |

| Francavilla al Mare 8 febbraio 1981 19ª giornata | Francavilla          | 0 – 0 | Ternana | Stadio Comunale\| Arbitro: \| Corigliano (Crotone) \| |
| Arbitro:                                         | Corigliano (Crotone) |       |         |                                                       |

| Arbitro: | Lussana (Bergamo) |

|                                |           |             |
| Francesconi 38’ Pedrazzini 68’ | Marcatori | 67’ Savoldi |

| Arbitro: | Ongaro (Rovigo) |

|                        |           |  |
| Gino 8’ Stefanelli 82’ | Marcatori |  |

| Arbitro: | Baldi (Roma) |

|              |           |  |
| Calcagni 81’ | Marcatori |  |

| Arbitro: | Polacco (Conegliano Veneto) |

|                |           |  |
| Stefanelli 67’ | Marcatori |  |

| Arbitro: | Cerquoni (Macerata) |

|               |           |                 |
| Pierleoni 52’ | Marcatori | 12’ Francesconi |

| Arbitro: | Greco (Lecce) |

|                               |           |          |
| Montarani 36’ Francesconi 47’ | Marcatori | 3’ Zanin |

| Arbitro: | Baldini (Piacenza) |

|                                         |           |                         |
| Corvasce 10’ Speggiorin 55’, 77’ (rig.) | Marcatori | 8’ Redomi 50’ Montarani |

| Arbitro: | Valente (Monfalcone) |

|                                  |           |  |
| Generoso 14’ (aut.) Ballarin 88’ | Marcatori |  |

| Arbitro: | Sala (Lecco) |

|                         |           |  |
| Ruffini 44’ Zanolla 81’ | Marcatori |  |

| Arbitro: | Albertini (Voghera) |

|                |           |  |
| Pedrazzini 50’ | Marcatori |  |

| Arbitro: | Luci (Firenze) |

|                                 |           |                          |
| De Tommasi 13’, 39’ (rig.), 72’ | Marcatori | 17’ Montarani 76’ Redomi |

| Arbitro: | Damiani (Ascoli Piceno) |

|  |           |                  |
|  | Marcatori | 87’ (aut.) Pozza |

| Arbitro: | Laricchia (Bari) |

|           |           |                |
| Piras 33’ | Marcatori | 40’ Stefanelli |

| Arbitro: | Lussana (Bergamo) |

|                     |           |  |
| Renzetti 36’ (rig.) | Marcatori |  |

| Terni 7 giugno 1981 34ª giornata | Ternana             | 0 – 0 | Salernitana | Stadio Libero Liberati\| Arbitro: \| Cerquoni (Macerata) \| |
| Arbitro:                         | Cerquoni (Macerata) |       |             |                                                             |

### Coppa Italia

#### Girone 23
| Grosseto 24 agosto 1980 1ª giornata | Grosseto              | 0 – 0 | Ternana | Stadio Comunale\| Arbitro: \| Lorenzetti (Macerata) \| |
| Arbitro:                            | Lorenzetti (Macerata) |       |         |                                                        |

| Arbitro: | Baldini (Livorno) |

|  |           |             |
|  | Marcatori | 55’ La Rosa |

| 3 settembre 1980 3ª giornata |  | – La Ternana riposa |  |  |

| Arbitro: | Pellicanò (Reggio Calabria) |

|                                      |           |          |
| Redomi 13’, 35’ Ballarin 53’ Cei 82’ | Marcatori | 84’ Mura |

| Arbitro: | Luci (Firenze) |

|  |           |          |
|  | Marcatori | 74’ Gino |

| 21 settembre 1980 6ª giornata |  | – Turno riposo Ternana |  |  |

#### Partite ad eliminazione diretta
| Arbitro: | Lamorgese (Potenza) |

|  |           |                       |
|  | Marcatori | 14’ Gino 86’ Ballarin |

| Arbitro: | Catania (Roma) |

|                                             |           |                |
| Ballarin 6’ Gino 34’, 53’ Acampa 61’ (aut.) | Marcatori | 37’ Lampugnani |

| Arbitro: | Lamorgese (Potenza) |

|  |           |                |
|  | Marcatori | 21’ Stefanelli |

| Arbitro: | Bruschini (Firenze) |

|            |           |  |
| Redomi 77’ | Marcatori |  |

| Arbitro: | Tubertini (Bologna) |

|  |           |            |
|  | Marcatori | 76’ Fucina |

| Arbitro: | Rinaldi (Caserta) |

|                                      |           |           |
| Stefanelli 5’, 40’ Ballarin 32’, 42’ | Marcatori | 45’ Mochi |

| Arbitro: | Polacco (Conegliano Veneto) |

|                                           |           |  |
| Truddaiu 39’ De Tommasi 50’ Canzanese 83’ | Marcatori |  |

| Arbitro: | Mele (Bergamo) |

|                                                            |           |  |
| Ballarin 19’ Redomi 27’ (rig.) Cei 70’ Nicolini 70’ (rig.) | Marcatori |  |

| Arbitro: | Giaffreda (Roma) |

|            |           |  |
| Valigi 77’ | Marcatori |  |

| Arbitro: | Esposito (Torre del Greco) |

|                           |           |  |
| Vittiglio 6’ Barbana 101’ | Marcatori |  |